# Aleksei Khomiakov
Aleksei Stepànovitx Khomiakov, rus: Алексе́й Степа́нович Хомяко́в (13 de maig [C.J. 1 de maig] de 1804, Moscou - 5 d'octubre [C.J. 23 de setembre] de 1860, Ivànskoie, raion de Dankovski, gubèrnia de Riazan, actualment óblast de Lípetsk) - fou un poeta rus, pintor i publicista, teòleg, filòsof i fundador del primer eslavofilisme. Membre corresponent de l'Acadèmia de les Ciències de Sant Petersburg (1856).

## Biografia
Khomiakov va viure tota la seva vida a Moscou, i considerava aquesta "ciutat de mil cúpules" com a símbol de la forma de vida russa. Reeixit latifundista, va publicar molt poc durant la seva vida. Els seus escrits, impresos pòstumament pels seus amics i deixebles, van exercir una profunda influència sobre l'Església Ortodoxa Russa i els filòsofs laics russos com Fiódor Dostoievski, Konstantín Pobedonóstsev i Vladímir Soloviov. L'obra Passat i pensaments, rus: Былое и думы Biloie i dumi d'Aleksandr Herzen conté una deliciosa caracterització de Khomiakov.
En el seu pensament, va intentar sintetitzar els Pares de l'Església oriental amb la filosofia occidental, especialment amb la filosofia clàssica alemanya (Herder, Schelling i Hegel) i els tradicionalistes francesos (de Maistre, Chateaubriand), amb l'objectiu era crear una autèntica forma de pensar russa, lliure de l'exagerada racionalitat occidental, que és l'única que pot congeniar plenament amb la tradició ortodoxa.
Segons ell, fins i tot el coneixement no racional, que ell anomena místic i el veu en la fe cristiana, és necessari per a un coneixement holístic del món. En aquest punt, un aspecte important de la voluntat és el desig d'obrir-se al coneixement a través de la fe, de manera que realment posa la fe com a base gnoseològica essencial del pensament i la filosofia.
La història no es regeix per les circumstàncies materials, sinó per la voluntat de totes les persones. El factor fonamental en el desenvolupament de la història és la religió, que és la base de tota la cultura. Cadascuna de les religions influeix en la història d'una manera diferent.
Va proclamar retorn de l'harmonia a la història de Rússia tot aplicant la idea de propietat per superar el "període de la història de Sant Petersburg", abolint les reformes de Pere el Gran i tornant a Moscòvia.
Per a Khomiakov, el socialisme i el capitalisme eren descendents igualment repugnants de la decadència occidental. Occident no ha aconseguit resoldre problemes espirituals humans, ja que ha mantingut una competència a costa de la cooperació. Segons les seves pròpies paraules, "Roma ha conservat la seva unitat a costa de la llibertat, mentre que els protestants han estat lliures, però han perdut la seva unitat".
Els propis ideals de Khomiakov giraven al voltant del terme sobórnost, l'equivalent eslau de la catolicitat que es troba al Credo de Nicea; es pot traduir lliurement com a "unió" o "simfonia". Khomiakov veia l'obsxina russa com un exemple perfecte de sobórnost i va elogiar als camperols russos per la seva humilitat.
Khomiakov va morir de còlera, infectat per un camperol que intentava tractar. Va ser enterrat al costat del seu cunyat, Nikolai Iazíkov, i un altre deixeble, Nikolai Gógol, al monestir de Danílov. Els soviètics van ordenar desenterrar les restes dels tres i els van enterrar de nou al cementiri de Novodévitxi.

## Família
El 5 de juliol de 1836, es va casar amb Iekaterina Mikhàilovna Iazíkova, germana del poeta Nikolai Iazíkov. De la unió en nasqué Nikolai Khomiakov - President de la III Duma Estatal.

## Obres
- Полное собрание сочинений, Vol. I-VIII, Moscou, 1900-1914

## Traduccions al català
- Aleksei Khomiakov, L'Església és una. Vladímir Soloviov, Els fonaments espirituals de la vida. 1994. 194 pp. ISBN 84-7739-634-5. Col·lecció Clàssics del Cristianisme, núm. 46.